# Засоби негласного отримання інформації
За́соби негла́сного отри́мання інформа́ції — технічні, програмні засоби, устаткування, апаратура, прилади, пристрої, препарати та інші вироби, призначені (спеціально розроблені, виготовлені, запрограмовані, пристосовані) для негласного отримання інформації.

## Документи про СТЗ
Правову основу здійснення діяльності у сфері СТЗ становлять наступні документи:
1. НПА України «Про оперативно-розшукову діяльність»[2]
2. «Про контррозвідувальну діяльність».[3]
3. Указ Президента України від 13.04.2001 № 256 «Про впорядкування виготовлення, придбання та застосування технічних засобів для зняття інформації з каналів зв'язку».[4]
4. Постанова Кабінету Міністрів України від 27.10.2001 № 1450 «Про затвердження Положення про порядок розроблення, виготовлення, реалізації та придбання спеціальних технічних засобів для зняття інформації з каналів зв'язку, інших засобів негласного отримання інформації».[5]
5. Ліцензійні умови провадження господарської діяльності, пов’язаної з розробленням, виготовленням, постачанням спеціальних технічних засобів для зняття інформації з каналів зв’язку та інших технічних засобів негласного отримання інформації  (затверджені Постановою КМУ від 22 вересня 2016 р. № 669).

6.Рішення Кабінету Міністрів 28 січня 2004 року № 86,розділ 5 частина 3.
1. 7. Н А К А З у 12.08.2005 № 440 Зареєстровано в Міністерстві юстиції України 17 серпня 2005 р. за N 902/11182 Про затвердження Зводу відомостей, що становлять державну таємницю 4.4.15

## Визначення та ознаки СТЗ НОІ
Існують різні підходи до визначення поняття СТЗ НОІ.
В теорії П. Андрушка В. Радченка зазначено, що техніка подвійного використання (фотоапарати, відеокамери, диктофони) може використовуватись для негласного отримання інформації, але не є СТЗ НОІ і відповідно, предметом злочину, передбаченого статтею 359 КК України.
О. Кошелева поняття СТЗ НОІ, визначила його як "технічну одиницю, що є функціонально і конструктивно закінчений пристрій, який без якого-небудь доопрацювання або удосконалення може бути використаний для негласного отримання інформації.
О. Бондар, визначає, що "СТЗ НОІ — це технічні засоби, устаткування, апаратура, прилади, пристрої, препарати та інші вироби, вироблені заводським способом (у тому числі іноземного виробництва), спеціально створені, розроблені, модернізовані, запрограмовані для виконання завдань негласного отримання інформації під час здійснення оперативно розшукової діяльності у встановленому порядку.
І. Логінов, вважає, що СТЗ — це різновид спеціальної техніки, тобто засоби, спеціально створені, розроблені, запрограмовані або модернізовані для негласного пошуку та фіксації фактичних даних про готування або вчинення злочину в інтересах кримінального судочинства. Головною ознакою віднесення засобу до СТЗ НОІ є функціональне призначення (можливості негласного отримання інформації), що повинно зазначатись у акті сертифікації засобу, яким засвідчується його відповідність відомчому стандарту (с. 101).
Спеціальні технічні засоби мають такі ознаки як багатофункціональність, мініатюрність. Можливість використання для негласного отримання інформації виробів міжгалузевого та побутового призначення не можуть бути підставами для визначення виробу, як спеціальний технічний засіб негласного отримання інформації[джерело?].
Прикладами суттєвих конструктивних ознак, що визначають якісні характеристики певного виду СТЗ, є:
- Виконання відео-, аудіозаписуючого пристрою у вигляді звичайного побутового предмета;

значна мінімізація розмірів відео-, аудіозаписуючого пристрою.
- Конструктивна побудова технічного засобу, яка дозволяє здійснювати швидке та скритне розміщення на об'єкті.
- Відсутність індикації про режими роботи технічного засобу.
- Можливість отримання інформації за межами контрольованої зони об'єкта.
- Мінімізація кількості та багатофункціональність елементів керування.
- Розмір вхідного отвору для об'єктиву мікротелекамери, який забезпечує можливість його маскування.
- Маскування місцезнаходження акустичного отвору мікрофону.

## Суб'єкти
Згідно із законодавством України спеціальні технічні засоби негласного отримання інформації (СТЗ) застосовуються при проведенні оперативно-розшукової, розвідувальної, контррозвідувальної діяльності, реалізації заходів із боротьби з тероризмом правоохоронними, іншими державними органами, визначеними законом.
СТЗ вилучені з цивільного обігу. Замовляти, використовувати СТЗ у випадках, визначених законом, можуть виключно правоохоронні, інші державні органи — суб'єкти оперативно-розшукової діяльності. Господарська діяльність з розроблення, виготовлення та торгівлі СТЗ підлягає ліцензуванню.
Відповідно до статті 5 Закону України «Про оперативно-розшукову діяльність», суб'єктами оперативно-розшукової діяльності є:
- Міністерство внутрішніх справ України — здійснюється кримінальною, транспортною та спеціальною міліцією, спеціальними підрозділами по боротьбі з організованою злочинністю, підрозділами внутрішньої безпеки, судовою міліцією.[10]
- Служба безпеки України — здійснюється контррозвідкою, військовою контррозвідкою, захисту національної державності, спеціальними підрозділами по боротьбі з корупцією та організованою злочинністю, оперативно-технічними, внутрішньої безпеки, оперативного документування, боротьби з тероризмом і захисту учасників кримінального судочинства та працівників правоохоронних органів;.[11]
- Служба зовнішньої розвідки України — агентурної розвідки, оперативно-технічними, власної безпеки;.[12]
- Державна прикордонна служба України — здійснюється розвідувальним органом спеціально уповноваженого центрального органу виконавчої влади у справах охорони державного кордону (агентурної розвідки, оперативно-технічним, власної безпеки), оперативно-розшуковими підрозділами відповідно спеціально уповноваженого центрального органу виконавчої влади у справах охорони державного кордону та його територіальних органів, підрозділами з охорони державного кордону органів охорони державного кордону та Морської охорони, забезпечення внутрішньої безпеки, забезпечення власної безпеки, оперативного документування та оперативно-технічними..[13]
- Управління державної охорони України — здійснюється підрозділом оперативного забезпечення охорони виключно з метою забезпечення безпеки осіб та об'єктів, щодо яких здійснюється державна охорона.[14]
- Державна податкова служба України — здійснюється оперативними підрозділами податкової міліції.[15]
- Органи і установи виконання покарань та слідчих ізоляторів Державної пенітенціарної служби України.[16]
- Розвідувальний орган Міністерства оборони України (Головне управління розвідки Міністерства оборони України) — здійснюється оперативними, оперативно-технічними, власної безпеки;
- органи доходів і зборів — здійснюється оперативними підрозділами, які ведуть боротьбу з контрабандою.[17].

Проведення оперативно-розшукової діяльності іншими підрозділами зазначених органів, підрозділами інших міністерств, відомств, громадськими, приватними організаціями та особами забороняється.

## Судові експертизи СТЗ НОІ
Судові експертизи, експертні дослідження технічних засобів (виробів) на предмет їх віднесення до СТЗ проводяться державною спеціалізованою експертною науково-дослідною установою СБУ — Українським науково-дослідним інститутом спеціальної техніки та судових експертиз Служби безпеки України (ІСТЕ СБУ).
Судові експертизи (експертні дослідження) проводяться відповідно до базового нормативно-технічного документу — «Загальна методика віднесення об'єктів до спеціальних технічних засобів негласного отримання інформації» (зареєстровано в Міністерстві юстиції України 02.03.2011 за № 17.0.01).
Методика визначає загальні принципи проведення експертних досліджень, встановлює й регламентує порядок застосування методів та процедур проведення експертного дослідження. Це дозволяє визначити й обґрунтувати необхідну й достатню сукупність технічних ознак, на підставі яких формулюється висновок експерта щодо віднесення технічного засобу до СТЗ. При проведенні судової експертизи (дослідження) основними критеріями віднесення засобу до СТЗ є технічна придатність та функціональна призначеність цього засобу, які встановлюються на підставі спеціальних знань судового експерта відповідно до вимог та у порядку, визначеному Методикою.
Методика віднесена до документів «Для службового користування» і носить «Конфіденційний характер»
При цьому, до СТЗ відносяться технічні засоби, що можуть бути скритно застосовані для негласного отримання інформації у властивих для вирішення завдань оперативно-розшукової діяльності формах та методах. Поняття «скритність» та «негласне отримання інформації» розуміють у такому значенні:
негласне отримання інформації — процес скритного отримання інформації, що здійснюється без відома і згоди суб'єкта інформації. Скритність — можливість конспіративного застосування технічного засобу, яка зумовлена ступенем захисту від виявлення фактів його встановлення та застосування.
Висновок експерта є результатом визначення технічних характеристик, функціональних можливостей та конструктивних особливостей наданого на дослідження технічного засобу, оцінки його якісних характеристик (скритність, негласність доступу до об'єкта інформаційної діяльності, прихованість керування, безвідмовність функціонування у певних умовах застосування), що притаманні певному типу СТЗ, найближчому аналогу до досліджуваного засобу.

## Відповідальність
1. Адміністративна відповідальність передбачена ст. 195-5. Кодекс України про адміністративні правопорушення «Незаконне зберігання спеціальних технічних засобів негласного отримання інформації». Незаконне зберігання спеціальних технічних засобів негласного отримання інформації — тягне за собою накладення штрафу на громадян від п'ятдесяти до ста неоподатковуваних мінімумів доходів громадян з конфіскацією спеціальних технічних засобів для зняття інформації з каналів зв'язку, інших засобів негласного отримання інформації та на посадових осіб — від двохсот до п'ятисот неоподатковуваних мінімумів доходів громадян з конфіскацією спеціальних технічних засобів для зняття інформації з каналів зв'язку, інших засобів негласного отримання інформації[19].
2. Кримінальна відповідальність передбачена ст. 359 Кримінального кодексу України «Незаконні придбання, збут або використання спеціальних технічних засобів отримання інформації», а саме:
  1. Незаконне придбання або збут спеціальних технічних засобів негласного отримання інформації, а також незаконне їх використання — караються штрафом від двохсот до тисячі неоподатковуваних мінімумів доходів громадян або обмеженням волі на строк до чотирьох років, або позбавленням волі на той самий строк.
  2. Ті самі дії, вчинені повторно або за попередньою змовою групою осіб, караються позбавленням волі на строк від чотирьох до семи років.
  3. Дії, передбачені частиною першою або другою цієї статті, вчинені організованою групою або якщо вони заподіяли істотну шкоду охоронюваним законом правам, свободам чи інтересам окремих громадян, державним чи громадським інтересам або інтересам окремих юридичних осіб, — караються позбавленням волі на строк від семи до десяти років[20].

Також, кримінальна відповідальність передбачена у диспозиції ст. 201. Контрабанда, саме ч.1. Контрабанда, тобто переміщення через митний кордон України поза митним контролем або з приховуванням від митного контролю культурних цінностей, отруйних, сильнодіючих, вибухових речовин, радіоактивних матеріалів, зброї та боєприпасів (крім гладкоствольної мисливської зброї та бойових припасів до неї), а також спеціальних технічних засобів негласного отримання інформації, — карається позбавленням волі на строк від трьох до семи років з конфіскацією предметів контрабанди.
Предметом контрабанди є спеціальні технічні засоби негласного отримання інформації.

## Дискусії
[джерело?]На сьогоднішній день склалася критична ситуація у галузі розроблення, виготовлення спеціальних технічних засобів отримання інформації (далі-СТЗ) та торгівлі ними.
Основною проблемою галузі є те, що правозастосовником до СТЗ іноді відносяться товари побутового призначення (диктофони, радіоняні, брелоки, ручки, GPS-трекери, тощо), через що, не лише грубо порушуються права і свободи громадян, але й блокується розвиток науки та підприємництва в Україні.
Під час внесення у 2010 році змін до ст. 359 Кримінального кодексу, що встановили відповідальність за придбання та збут СТЗ, не була врахована потреба надання на законодавчому рівні чіткого визначення СТЗ.
В результаті цього предмет злочину (спеціальні технічні засоби негласного отримання інформації) на законодавчому рівні залишився невизначеним.
З іншої сторони Конституцією України кожному громадянину гарантується недоторканність житла, таємниця листування, телефонних розмов, телеграфної та іншої кореспонденції. Не допускається збирання, зберігання, використання та поширення конфіденційної інформації про особу без її згоди, крім випадків, визначених законом, і лише в інтересах національної безпеки, економічного добробуту та прав людини.[джерело?]